# Orthocosa ambigua
Orthocosa ambigua är en spindelart som först beskrevs av Denis 1947.  Orthocosa ambigua ingår i släktet Orthocosa och familjen vargspindlar.
Artens utbredningsområde är Egypten. Inga underarter finns listade i Catalogue of Life.